# Wilhelm Fraenger
Wilhelm Fraenger (* 5. Juni 1890 in Erlangen; † 19. Februar 1964 in Potsdam) war ein deutscher Kunsthistoriker und Volkskundler.

## Leben
Wilhelm Fraenger besuchte von 1896 bis 1900 die Volksschule in Erlangen und anschließend bis 1910 das humanistische Gymnasium in Erlangen, Ingolstadt und Kaiserslautern. Von 1910 bis 1918 studierte er Kunstgeschichte (bei Henry Thode und Carl Neumann (Kunsthistoriker)), Germanistik (Friedrich Gundolf) und Geschichtswissenschaft sowie Deutsche Volkskunde (Vorlesungen bei Eugen Fehrle) an der Universität Heidelberg. Am 4. Juni 1917 wurde er mit seiner Inauguraldissertation Die Bildanalysen des Roland Fréart de Chambray zum Dr. phil. promoviert, mit summa cum laude bei Carl Neumann. Im Ersten Weltkrieg war Fraenger 1915/16 Gefreiter im Reserve-Infanterie-Ersatzbataillon Karlsruhe.
1915 bis 1918 war er Assistent am Kunsthistorischen Institut der Universität Heidelberg. Dann schlug er eine Universitätskarriere aus und war von 1918 bis 1927 als freier Autor tätig. Er reiste studienhalber nach Holland, Frankreich und in die Schweiz. 1919 gründete er den Heidelberger Kreis Die Gemeinschaft, der aufgrund finanzieller Probleme im Sommer 1921 aufgelöst werden musste. Als Teilnehmer gelten Netty Reiling, Carl Zuckmayer, Carlo Mierendorff, Theodor Haubach, Hans Fehr, Oskar Kokoschka und Hans Prinzhorn sowie die Familie Gothein, vor allem das Ehepaar Eberhard und Marie Luise Gothein – letztere gehörte dem Vorstand der Gemeinschaft an – selbst und deren Söhne Werner und Percy. Über die Aktivitäten dieses Kreises und die Rolle Fraengers berichtet Carl Zuckmayer ausführlich in seinen Lebenserinnerungen.
1920 heiratete Wilhelm Fraenger seine langjährige Freundin Gustel (Auguste) Esslinger, eine „Jugendfreundin aus seiner fränkischen Heimat, die er so lange als ‚meine Cousine‘ bezeichnete, bis er sie schließlich heiratete. Vielleicht war sie sogar wirklich seine Cousine, denn in manchen Gesichtszügen sah sie ihm ähnlich. Eine liebenswürdige Frau.“
1927 wurde Fraenger zum Direktor der Mannheimer Schlossbücherei ernannt, die er 1932 durch Vereinigung mit der Handelsschulbibliothek zu einer Stadt- und Hochschulbibliothek reorganisierte. Nach der nationalsozialistischen Machtübernahme 1933 folgte seine Entlassung aus politischen Gründen. Noch im selben Jahr gab er für die 1931 gegründete Mannheimer Bibliophilen-Gesellschaft, deren Schriftführer er war, aus Anlass der Mannheimer Tagung der Maximilian-Gesellschaft für deren Mitglieder den Band Eurydike. Beschworene Schatten abgeschiedener Frauen. Eine Anthologie aus sechs Jahrhunderten heraus. Durch eine Vermittlung von Wolfgang Frommel konnte Fraenger als freier Mitarbeiter am Südwestdeutschen Rundfunk in Frankfurt am Main und am Reichssender Berlin tätig sein. 1935 zog Fraenger von Mannheim nach Heidelberg und 1938 nach Berlin, wo er Künstlerischer Beirat am Schiller-Theater unter der Intendanz von Heinrich George wurde. Im Zweiten Weltkrieg verlor Wilhelm Fraenger 1941 bei einem Luftangriff auf Berlin seine Wohnung und wurde 1943 nach der Zerstörung des Schiller-Theaters nach Päwesin bei Brandenburg an der Havel evakuiert.
Nach dem Ende des Zweiten Weltkriegs war Fraenger von 1945 bis 1946 Bürgermeister des Dorfes Päwesin. 1946 zog er nach Brandenburg an der Havel, wo er im selben Jahr Stadtrat wurde und die Leitung des Amtes für Volksbildung unter Oberbürgermeister Fritz Lange übernahm. Im Rahmen der Tätigkeiten reaktivierte er die am 10. Oktober 1919 gegründete und in der Zeit des Nationalsozialismus geschlossene Volkshochschule, deren Rektor er bis 1947 war. Sein Amtssitz befand sich im Brandenburger Ordonnanzhaus, dem heutigen Amtssitz des Brandenburger Oberbürgermeisters.
In dieser Zeit setzte er sich gemeinsam mit anderen Geisteswissenschaftlern und namhaften Künstlern für die Entlastung und Freilassung des Schauspielers  Heinrich George ein. Diesem wurde von der sowjetischen Besatzungsmacht vorgeworfen, das nationalsozialistische System maßgeblich unterstützt zu haben. Der sowjetische Geheimdienst NKWD hatte George, dessen Rolle in Deutschland differenzierter gesehen wurde, im Speziallager Sachsenhausen interniert. Der gemeinsame Appell blieb erfolglos.
Fraenger war von 1953 bis 1959 Wissenschaftlicher Mitarbeiter am Institut für (deutsche) Volkskunde der Akademie der Wissenschaften der DDR in Berlin, seit 1954 als Stellvertretender Direktor. Er wurde 1955 zum Professor ernannt. 1960 erhielt er anlässlich seines 70. Geburtstages den Vaterländischen Verdienstorden. Wilhelm Fraenger war 1951 ein Gründungspate für die literarische Zeitschrift Castrum Peregrini, die Wolfgang Frommel und Gisèle van Waterschoot van der Gracht gründeten und die nach der Pilgerburg gleichen Namens aus der Kreuzfahrerzeit, nahe dem israelischen Haifa, benannt ist.

## Positionen
Wilhelm Fraenger wurde durch seine Interpretationen zu Hieronymus Bosch, Matthias Grünewald, Jerg Ratgeb, Hercules Seghers, aber auch zu literarischen Werken wie Clemens Brentanos Alhambra bekannt. Bereits 1919 und 1929 bis 1930 hielt er Lichtbildervorträge über Matthias Grünewald. Sein bekanntestes Grünewald-Buch wurde 1936 veröffentlicht und hat die Grünewald-Interpretation maßgeblich beeinflusst. 1956 schrieb Adolf Max Vogt über dieses Buch:
„Fraengers Buch ist durchdrungen von einer erstaunlichen Begabung des Sehens, und was Fraenger über das Physiognomische und das Körpergebaren Grünewaldscher Darstellungen sagt, gehört zum Besten in der Grünewald-Literatur. Meisterhafte Formulierungskraft steigert den Eindruck.“
Diese Ansicht teilte auch Carl Zuckmayer, der in einem Brief über Fraenger 1975 schrieb:
„Fraenger zu zitieren, um seine Sprache zu veranschaulichen, wäre fast so müßig wie das Herausbrechen von einzelnen Steinchen aus der goldenen Aura in einem Ravenna-Mosaik“.
Fraengers Publikationen sind auch nach seinem Tod mehrfach erneut aufgelegt worden. Der positiven Rezeption des Werkes stehen aber auch kritische Stimmen gegenüber: Sie halten seine Interpretationen für zu weitreichend. Außergewöhnlich und diskussionswürdig ist seine Ansicht, dass Hieronymus Bosch einen Mentor hatte, der sowohl als geistiger Lehrer als auch als direkter Auftraggeber an der Aussage vieler Bilder von Bosch beteiligt gewesen sei. Es handelt sich um den zum Christentum konvertierten Juden Jacop Almaengin, der angeblich Großmeister der nicht nachgewiesenen Loge von Bosch in ’s-Hertogenbosch gewesen sei.

## Mitgliedschaften
- 1945: Mitglied der KPD. Im Rahmen eines Parteiprüfungsverfahrens durch die SED, die am 22. April 1946 durch die Zwangsvereinigung von SPD und KPD entstanden war, erfolgte im Oktober 1948 sein Parteiausschluss.
- 1961: Ordentliches Mitglied der Deutschen Akademie der Wissenschaften zu Berlin

## Ehrungen
Es gibt eine Gesellschaft, ein Archiv und eine Stiftung, die jeweils Fraengers Namen tragen.

## Veröffentlichungen (Auswahl)
Eine Gesamtbibliographie der Schriften Fraengers hat Ingeborg Baier-Fraenger zusammengestellt. Eine ausführliche kommentierte Bibliografie zu Fraenger und von ihm herausgegebenen Werken findet sich auf der Seite des Germersheimer Übersetzungslexikon.

### Als Autor
- Die Radierungen des Hercules Seghers. Ein physiognomischer Versuch. Eugen Rentsch, Erlenbach ZH 1922. Wieder: Hg., Nachwort Hilmar Frank. Reclams Universal-Bibliothek, 1068 Kunstwissenschaften. Reclam, Leipzig 1984 ZDB-ID 134899-1
- Matthias Grünewald in seinen Werken. Ein physiognomischer Versuch (= Kunstbücher des Volkes. Große Reihe, 15, ZDB-ID 845178-3). Rembrandt-Verlag, Berlin 1936
- Hieronymus Bosch. Das tausendjährige Reich. Grundzüge einer Auslegung. 1. Auflage. Winkler, Coburg 1947 (142 S.).
- Hieronymus Bosch. Das tausendjährige Reich. Grundzüge einer Auslegung. 2. Auflage. In: Castrum Peregrini. Nr. 086-088. Amsterdam 1969 (218 S.).
- The Millennium of Hieronymus Bosch. Outlines of a new Interpretation. The University of Chicago Press, Chicago IL 1951 (englisch, deutsch: Hieronymus Bosch. Das tausendjährige Reich. Grundzüge einer Auslegung. Coburg 1947.).
- Le royaume millénaire de Jérôme Bosch. Essai. Lettres Nouvelles, Paris 1966 (französisch, deutsch: Hieronymus Bosch. Das tausendjährige Reich. Grundzüge einer Auslegung. Coburg 1947. Übersetzt von Roger Lewinter).
- Jörg Ratgeb. Ein Maler und Märtyrer aus dem Bauernkrieg. Herausgegeben von Gustel Fraenger und Ingeborg Baier-Fraenger. Verlag der Kunst, Dresden 1972
- Hieronymus Bosch. Prisma, Dresden 1975, ISBN 978-976-641-040-7 (516 S., Neuauflage 1978 Prisma; 1975, 1978, 1985 Rixdorfer Verlagsanstalt; 1994, 1999 G&B Arts International).
- Von Bosch bis Beckmann. Ausgewählte Schriften (= Fundus-Reihe, 47/48, ZDB-ID 254005-8) Verlag der Kunst, Dresden 1977. (Aufsätze aus der Zeit von 1920 bis 1957.)
  - Zeitzeichen. Streifzüge von Bosch bis Beckmann. Vorw. Carl Zuckmayer. Verlag der Kunst, Amsterdam 1996, ISBN 90-5705-004-8.
- Matthias Grünewald. C. H. Beck, München 1983, ISBN 3-364-00324-6.
- Formen des Komischen. Vorträge 1920–1921 (= Fundus-Bücher, 136). Verlag der Kunst, Dresden 1995, ISBN 3-364-00357-2.
- Vom Wesen des Lachens. Komische Bibliothek, 1922. (Übersetzung von De l’Essence du rire et généralement du comique dans les arts plastiques (1855/1857) und zweier weiterer Essays von Charles Baudelaire)

### Als Herausgeber
- Jahrbuch für historische Volkskunde. Berlin 1925 ff. ZDB-ID 218022-4
- Eurydike. Beschworene Schatten abgeschiedener Frauen. Eine Anthologie aus sechs Jahrhunderten. Mannheimer Bibliophilen-Gesellschaft, Mannheim 1933.